# Jazz in Nederland

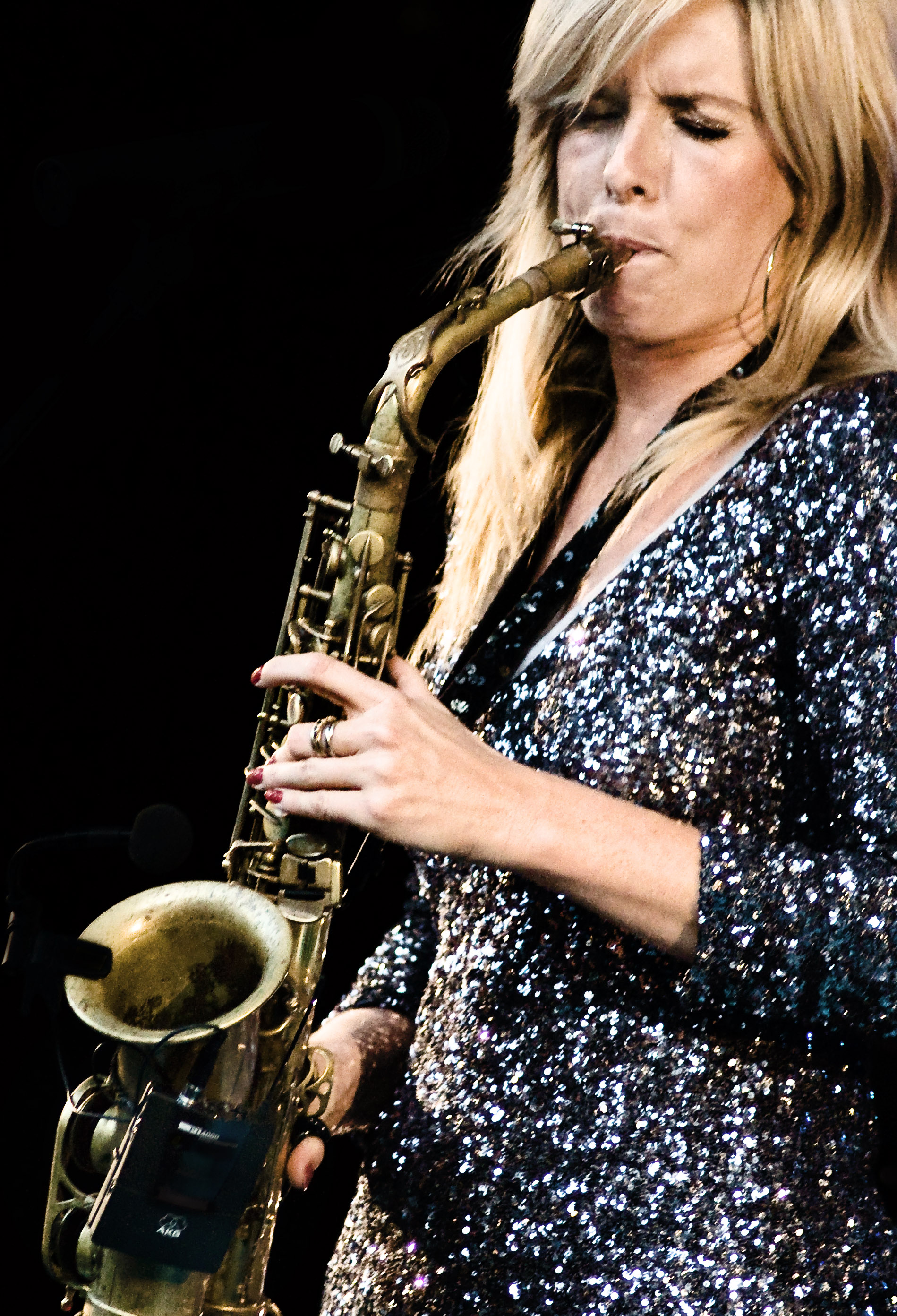
Candy Dulfer

Jazz in Nederland beschrijft de ontwikkeling van de jazzstijlen in Nederland vanaf de jaren 20 van de 20e eeuw tot heden, en de jazzmusici die daarbij een rol hebben gespeeld. Evenals België kan Nederland bogen op een rijke jazztraditie, met bekende orkesten, jazzmusici en componisten als Melle Weersma, The Ramblers, de Dutch Swing College Band, Louis van Dijk, Rita Reys, Hans en Candy Dulfer.

## 1910 - 1920
Vanaf 1900 was Alphons Janssens (1865-1951) pastoor te New Orleans. In 1910 bracht hij de eerste wasrollen met jazzmuziek naar Nederland. Deze zijn helaas verloren gegaan. Kort daarop bracht hij de eerste jazzplaten mee. Janssens was een opvolger in New Orleans van Franciscus Janssens (1843-1897), zijn oudere neef, die reeds zeer geïnteresseerd was in de gospel als kerkelijke muziekstijl. Alphons Janssens was peetoom van jazzpionier Max Goijarts (1907-1975). Bij zijn verschillende bezoeken aan Tilburg enthousiasmeerde Alphons de kleine Max voor de jazz.

## 1920 - 1940
De eerste plaat van de Amerikaanse Original Dixieland Jass Band kwam in 1917 uit in de Verenigde Staten. Het zou echter nog duren tot 1920 vooraleer de nieuwe jazzstijl ook in Nederland werkelijk aansloeg. In dat jaar maakte de Engelse Mayfair Jazz band een tournee door Nederland waardoor het publiek van de Lage Landen kennismaakte met de jazzmuziek. Mogelijk zou de band datzelfde jaar ook zijn opgetreden in België.  Men ging er overigens in die tijd van uit dat jazz de naam was van een nieuwe Amerikaanse dans, en niet die van een nieuwe muziekstijl. In Nederland was het de pianist Leo de la Fuente die de leider werd van de eerste professionele jazzband: James Meijer's Jazz Band, opgericht door de Amsterdamse dansleraar James Meijer. De bezetting van dat orkest was naar 'jazz-maatstaven' een beetje vreemd: er speelden namelijk geen koperblazers in mee; de instrumenten bestonden uit piano, viool, banjo, fagot en drums. Waarschijnlijk had dit gewoon te maken met het gebrek aan beschikbare koperblazers.
In 1926 maakten de Lage Landen kennis met twee groten uit de Amerikaanse Jazz: de saxofonist/klarinettist Sidney Bechet en het orkest van Paul Whiteman maakten beiden een tournee door België en Nederland. Het was vooral Paul Whiteman die, als een soort jazzambassadeur, via interviews duidelijk maakte wat jazz eigenlijk was: niet zomaar een dans, maar niets minder dan een nieuwe kunstvorm. Whiteman plande zijn charmeoffensief zorgvuldig. Op zijn programma stond vaak het nummer 'Rhapsody in Blue' van George Gershwin en verder zelfs jazzbewerkingen van klassieke componisten zoals Liszt en Wagner, dit alles om jazz als ernstige muziekvorm ingang te doen vinden bij het publiek. De Nederlandse radio-omroepen waren echter niet zo happig om jazz te draaien. Alleen de VARA durfde het aan en zo was de groep The Ramblers regelmatig ook bij hen te beluisteren. Met hun mix van amusementsmuziek en jazz zouden The Ramblers in 1936 zelfs het huisorkest van de VARA worden. Ook de AVRO had een eigen dansorkest vanaf 1935 onder leiding van Hans Mossel. Na Hans Mossel werd Klaas van Beeck in 1938 de orkestleider van het AVRO dansorkest. De pianist Dick Willebrandts maakte deel uit van het AVRO dansorkest tot het ontbonden werd in 1940. In 1942 richtte Willebrandts zijn eigen bigband op met de naam "Dick Willebrandts en zijn dansorkest". Dit dansorkest was gedurende de Tweede Wereldoorlog een van de populairste swing bigbands van Nederland en bracht een gemengd repertoire van jazz en amusement.
Het Hongaars-Nederlandse Trio Lescano had vanaf 1936 veel succes in Italië met swingmuziek in de stijl van de Amerikaanse Boswell Sisters.

## 1940 - 1945
Het uitvoeren van en luisteren naar Engelse muziek werd door de bezettende Duitse legermacht vanaf 1940 verboden. Amerikaanse jazzmuziek mocht aanvankelijk nog wel. Die zou pas na de Japanse aanval op Pearl Harbor in 1941 verboden worden. In augustus 1940 vond in het Kurhaus te Scheveningen nog het Jazzwereld-festival plaats, waar ook The Moochers van Boy Edgar optraden. Ook het in 1931 gestarte jazztijdschrift De Jazzwereld bleef nog verschijnen, maar dat zou door de bezetters misbruikt worden om de jazzmuziek te kleineren en eind 1940 van de markt verdwijnen. De controle van de bezetters ging zelfs zo ver dat dansmuziek verboden werd. De dansorkesten moesten dan ook noodgedwongen verhuizen naar theaters, waar echter ook streng op werd toegezien dat het amusement binnen de grenzen bleef. Het leek wel of er een frontale aanval op jazz en dansmuziek was ingezet: in 1942 vaardigde het Departement van Volksvoorlichting en Kunsten een verbod uit op 'negroïde en negritische elementen in dans- en amusementsmuziek'. Het kwam erop neer dat alles wat jazz zijn eigen gezicht gaf nu verboden werd. Jazzmusici reageerden hier creatief op door hun namen te veranderen en minder 'Amerikaans' te maken: The Ramblers werden omgedoopt tot 'Theo Uden Masman en zijn dansorkest', de Mootchers werden de 'Moetschers'. Ondanks het duidelijke noodgedwongen karakter van zulke ingrepen, ingegeven vanuit de behoefte om te kunnen werken, zou onder meer Theo Uden Masman na de oorlog van collaboratie beschuldigd worden. Hem werd verweten opgetreden te hebben voor de genazificeerde omroep en voor de Wehrmacht. Voor straf mocht hij een jaar niet als leider van het orkest optreden. Een ander orkest dat zich weinig aantrok van de beperkingen opgelegd door de bezetters, was het swingende Orchester Van 't Hoff dat in Nederland, België en Duitsland optrad en veel succes had. Zij brachten onder meer vertolkingen van Glenn Millers muziek.

## 1945 - 1960

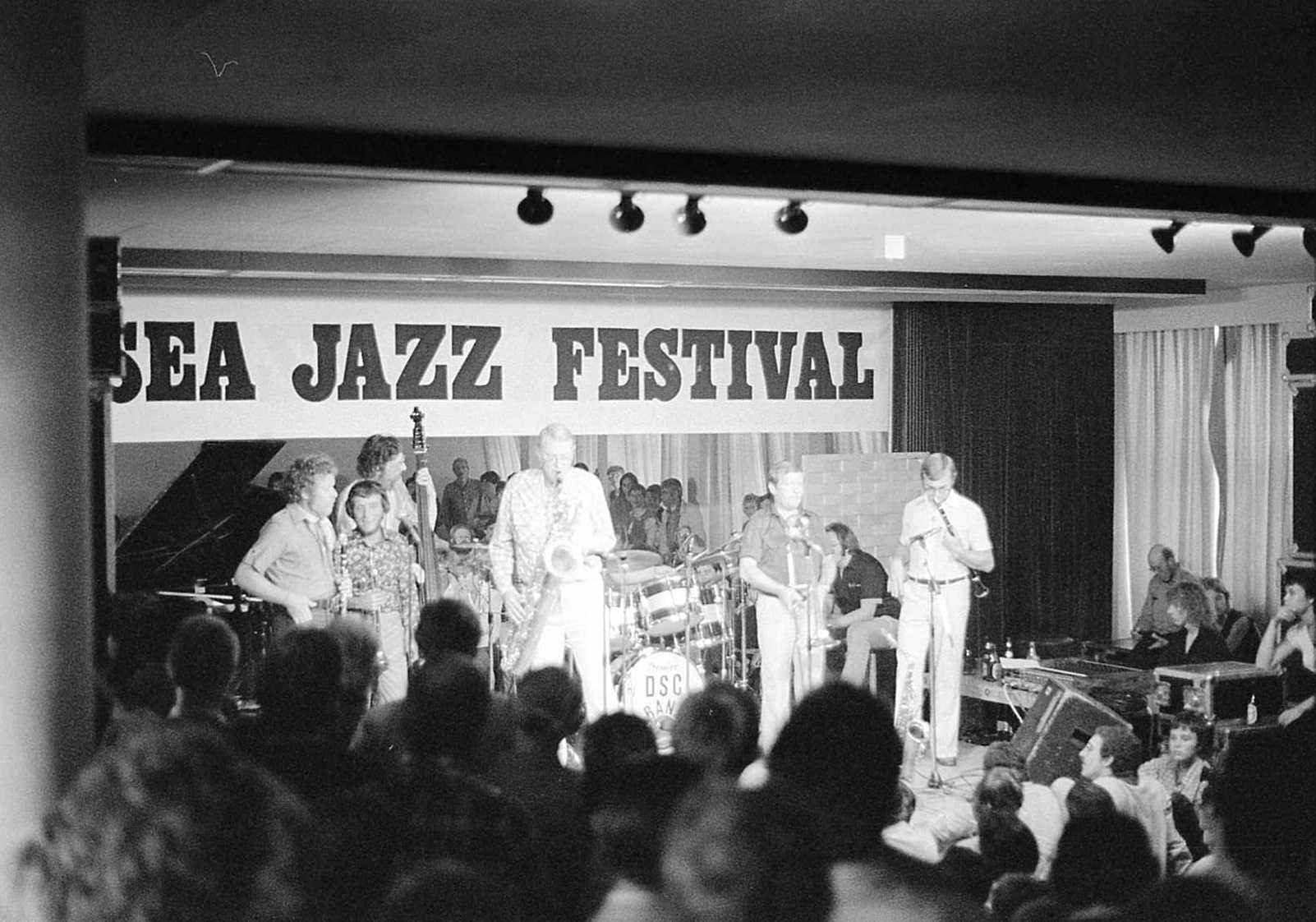
Dutch Swing College Band met de bezetting van ca. 1978

De jongens die later de Dutch Swing College Band zouden oprichten waren al tijdens de oorlogsjaren actief. Ze moesten noodgedwongen clandestien oefenen en waren zelfs te beluisteren tijdens illegale radio-uitzendingen. Op de dag van de bevrijding zelf, 5 mei 1945 voor Nederland, gaven ze hun eerste optreden tijdens een openluchtconcert in Den Haag. De Dutch Swing College Band zou uitgroeien tot een van de sterkste dixieland-formaties van Europa en hun succes was navenant. Ze beperkten zich niet tot optreden, maar gaven ook lezingen en organiseerden jazzbijeenkomsten om de jazzmuziek te promoten. Onder de leiding van Frans Vink Jr. (1945-'46) werden ze in die pioniersperiode het uithangbord van de traditionele jazz in Europa.
In 1945 werd ook het Metropole Orkest opgericht dat amusementsmuziek speelde voor de radio. Het orkest zou in de jaren 50 ook veel op televisie te zien zijn. Een van de programma's waar ze bekendheid mee verwierven was het Eurovisiesongfestival.
Na afloop van zijn straf keerde Theo Uden Masman in 1946. terug als leider van The Ramblers.
Ab de Molenaar (1921-1997) was een van de muzikanten die al voor de oorlog werkte bij bekende bandleiders. Hij brak door met het Miller Sextet, waarin saxofonisten Herman Schoonderwalt en Harry Verbeke meespeelden, alsook pianist en zangeres Pia Beck. Beck zou in 1949 de band verlaten en met een eigen combo starten dat internationaal succes oogstte.
Andere belangrijke groepen en solisten uit de jaren 1950-1960 zijn Rob Pronk Boptet, de Flamingo's, het Atlantic Quintet, Diamond Five (die hardbop speelden), Dutch All Stars, Wessel Ilcken Combo (met Rita Reys, Ilckens vrouw, als zangeres), pianist Louis van Dijk, Boy Edgar (leider van de Boy's Big Band) en trompettist Nedly Elstak.

## 1960 - heden

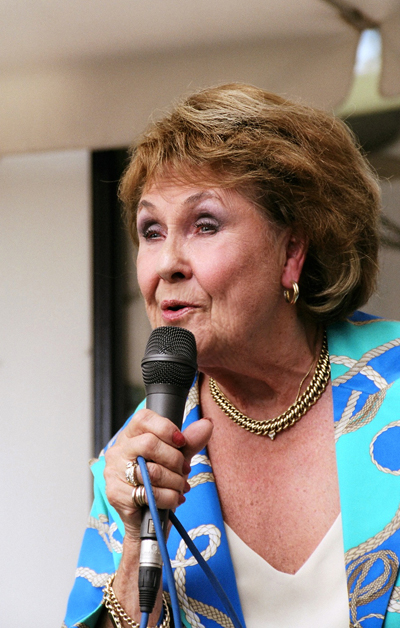
Rita Reys in 2004

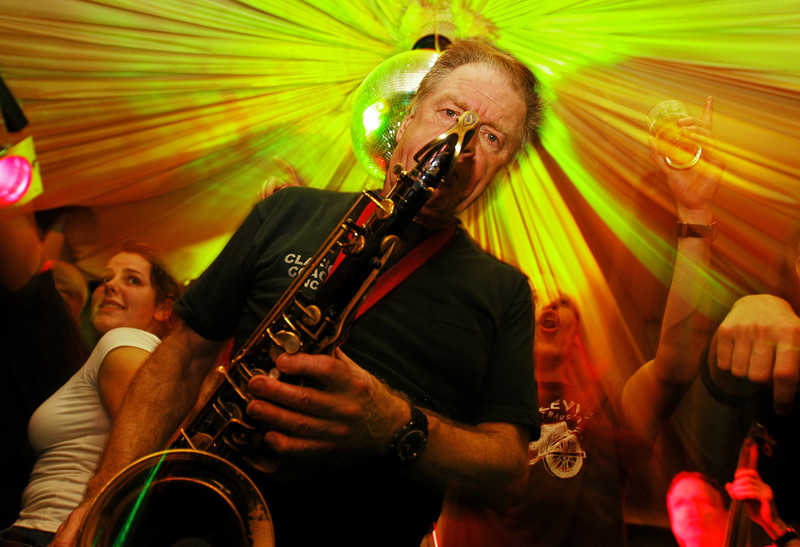
Hans Dulfer

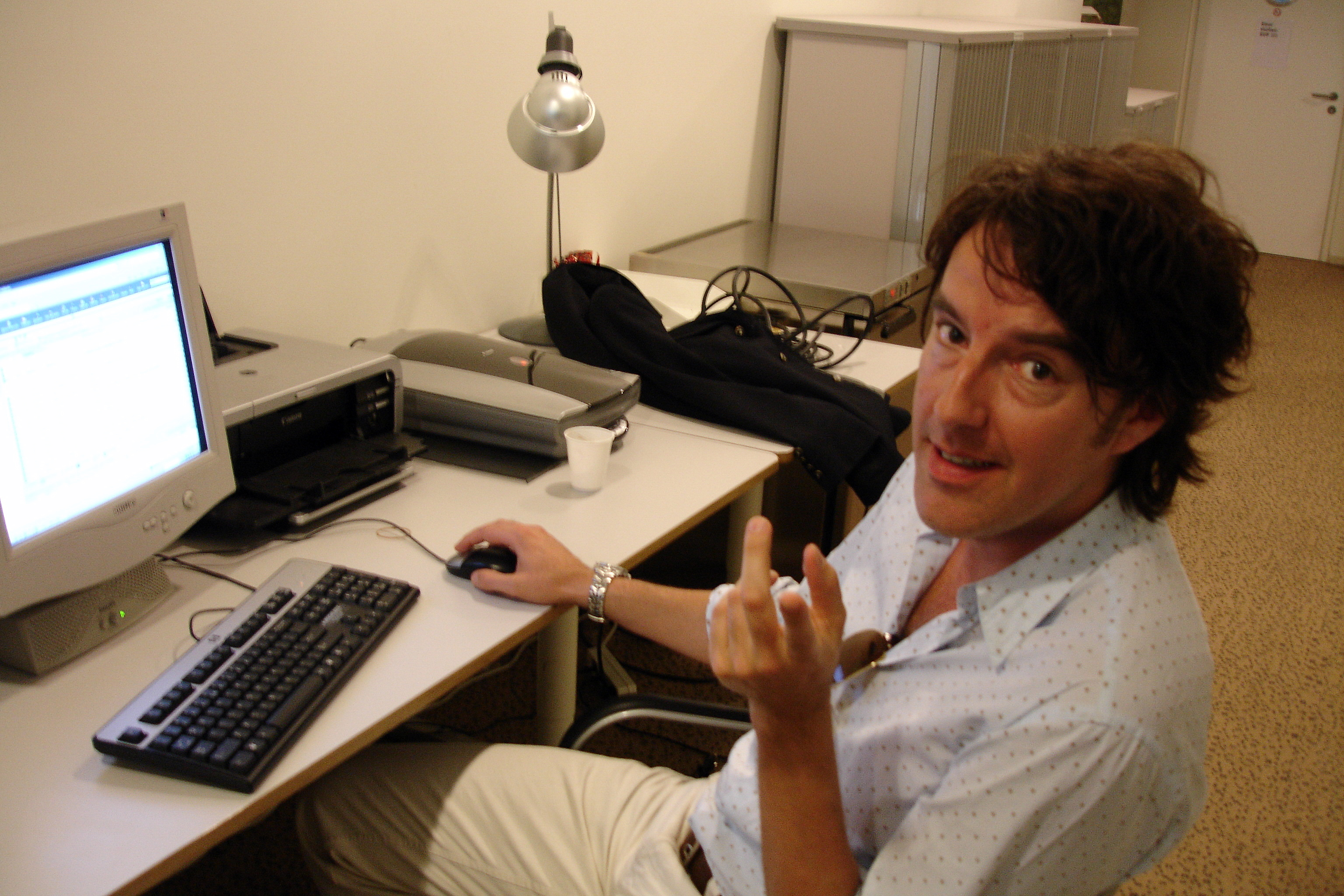
Michiel Borstlap

Na 1960 beleefde de belangstelling voor jazz als gevolg van de populariteit van popmuziek een dramatische terugval. Jazzmusici trokken noodgedwongen naar het buitenland. Onder moderne musici ontstond stilaan wrevel over het gebrek aan kansen in de Nederlandse muziekwereld, met name over de door de overheid gevoerde subsidiepolitiek die geïmproviseerde muziek leek te weren uit het programma-aanbod op de radio en in concertzalen. Met het overlijden van John Coltrane in 1967 als boegbeeld van de avant-garde in jazz leek de ontwikkeling van de jazz ook een tijd te stagneren, al was free jazz-frontman Ornette Coleman eind jaren 60 wel in België voor het opnemen van zijn album Broken Shadows. In Nederland bleven enkele jazzmusici echter niet bij de pakken zitten: pianist Misha Mengelberg, drummer Han Bennink en rietblazer Willem Breuker richtten in 1967 de ICP op (de Instant Composers Pool). Het was een vereniging die de belangen van improviserende muzikanten beoogde te verdedigen. Tot de activiteiten van de organisatie behoorde het opzetten van een infrastructuur van groepen, ensembles en orkesten, het produceren en verspreiden van platen en in het algemeen het promoten van jazz als kunstvorm. De jazz uit deze periode, de platen van het label ICP Records, werd door de jazzrecensent Kevin Whitehead in het Amerikaanse jazzmagazine DownBeat omschreven als "Jazz met een eigen Nederlands accent."
De al eerder genoemde Willem Breuker speelde voor hij zich ging bezighouden met ICP bij de freejazz-formatie Free Jazz Inc., ging in 1972 bij 'Orkest De Volharding' spelen en later, in 1976, was hij met zijn Willem Breuker Kollektief te zien op de eerste Klap op de Vuurpijl, een vijfdaags festival waar onder meer ook Hans Dulfer optrad. Het festival presenteerde sindsdien decennialang op oudejaar niet uitsluitend geïmproviseerde maar ook gecomponeerde muziek. Een typisch Breuker-album is als een patchwork van verschillende stijlen, met swing, smartlappen en stukjes circusmuziek die door elkaar verweven zijn. Het 'Kollektief' zou later, in de jaren 80, een aantal tournees ondernemen in onder meer de V.S. en Canada.
Een mijlpaal in de ontwikkeling van jazz in Nederland was de opening van het Bimhuis in Amsterdam in 1974. Het werd zo goed als de thuishaven voor de BIM, de Beroepsvereniging voor Improviserende Musici (opgericht in 1971). Tussen 1987 en 1991 werden hier de October Meetings georganiseerd met heel wat belangrijke buitenlandse muzikanten uit de Verenigde Staten en Europa. Een ander belangrijk centrum voor de jazz werd Groningen, waar jaarlijks 'jazzmarathons' plaatsvinden.
Jazzmusici die in het buitenland erkenning kregen waren onder meer tenorsaxofonist Hans Dulfer (die ook in Japan veel succes kreeg), de zangeres Denise Jannah die in 1991 haar debuut maakte op het North Sea Jazz Festival en een contract aangeboden kreeg bij het prestigieuze Blue Note platenlabel. Een internationaal bekend ensemble is het de Cubop City Big Band onder leiding van Lucas van Merwijk die met veel succes tournees maakte in de V.S. In het rijtje bekende jazzpersoonlijkheden mag zeker componist en pianist Michiel Borstlap niet ontbreken. Zijn composities worden door grootheden als pianist Herbie Hancock en saxofonist Wayne Shorter gespeeld. Mogelijk het bekendste jazzkoppel uit de Nederlandse jazzgeschiedenis werd gevormd door pianist Pim Jacobs en zangeres Rita Reys, Europe's First Lady of Jazz. Rita Reys nam tientallen albums op en was tot op het laatst van haar leven een graag geziene gast op het North Sea Jazz Festival. Rita Reys' nieuwe studioalbum ‘Young at Heart’ kwam in 2010 uit, met nooit eerder opgenomen nummers zoals ‘Young at Heart’ en ‘I Remember You’. Reys wordt begeleid door het Ruud Jacobs Kwartet, met als gastmuzikanten Scott Hamilton op tenorsaxofoon en Thijs van Leer op hammondorgel. Pianist Peter Beets is naast zijn werk met Rita Reys, Piet Noordijk, the Beets Brothers en de Jazz orchestra of the Concertgebouw, in het buitenland vooral bekend vanwege zijn cd's onder eigen naam, opgenomen in New York voor het prestigieuze Criss Cross label. Een andere vaste gast op het North Sea Jazz Festival is Candy Dulfer, de dochter van Hans Dulfer, die internationale bekendheid geniet als een van Nederlands meest 'funky' saxofonisten.
Andere bekende moderne jazzmusici zijn klarinettist/saxofonist Ab Baars, drummer Han Bennink, zangeres Greetje Bijma, Fay Claassen, bebop-pianist Rein de Graaff, altsaxofonist Benjamin Herman (bandleider van New Cool Collective), pianist Guus Janssen, altsaxofonist Paul van Kemenade, contrabassist en pianist Niko Langenhuijsen, de trombonisten Willem van Manen en Wolter Wierbos, bebop-altsaxofonist Piet Noordijk,   Tineke Postma, accordeonist Joe Vanenkhuizen, bandleider Herman de Wit, en zangeres Yvonne Walter.